# 阿弥陀堂
阿弥陀堂（あみだどう、正字体: 阿彌陀堂） は、阿弥陀如来を本尊とする仏堂のこと。平安時代からの浄土信仰に伴って数多く建てられた。
阿弥陀堂の形式は大別して2つある。1つは、現世に阿弥陀仏を見て、かつ来世に極楽往生を遂げるために、主に修行を目的として造られたものであり、天台宗の常行堂（常行三昧堂）に始まる。もう1つは、この世に阿弥陀仏の極楽世界と、その荘厳を想像して造られたものであり、五重塔がその例である。

## 概要

### 中国の阿弥陀堂
東晋の慧遠が廬山般若台に創建し、唐の善導、法照らも造営した。

### 日本の阿弥陀堂
奈良時代には、東大寺阿弥陀堂や法華寺浄土院が建ち、阿弥陀悔過などの法要が行われた。
平安時代後期には、浄土信仰の広まりで建立が盛んになり、慈覚大師（円仁）が延暦寺に建立した常行堂の形式を継ぐ、方一間の母屋に仏像を安置し、周囲に庇を伸ばして三方を囲んだ形式の一間四面堂が作られた。
源信ら、浄土往生を願う貴族階級が建立を競うと、各地に建立された。失われた藤原道長の法成寺の無量寿院阿弥陀堂は最大規模のもので、藤原頼通の平等院鳳凰堂は、内部に彩色を施しそのよすががしのばれる。
京都の浄瑠璃寺本堂、法界寺阿弥陀堂や、三千院本堂、平泉の中尊寺金色堂、兵庫県の浄土寺浄土堂、福島県の白水阿弥陀堂（願成寺）、大分県の富貴寺大堂などが遺構として知られる。

#### 一覧
| 名称                             | 建立年代                 | 所在地           | 状態       | 備考 |
| -------------------------------- | ------------------------ | ---------------- | ---------- | ---- |
| 法成寺無量寿院阿弥陀堂           | 1022年（治安2年）        | 京都市上京区     | 現存せず   |      |
| 平等院鳳凰堂                     | 1053年（天喜元年）       | 京都府宇治市     | 国宝       |      |
| 浄瑠璃寺本堂                     | 1107年（嘉承2年）        | 京都府木津川市   | 国宝       |      |
| 中尊寺金色堂                     | 1124年（天治元年）       | 岩手県平泉町     | 国宝       |      |
| 願成寺阿弥陀堂（白水阿弥陀堂）   | 1160年（永暦元年）       | 福島県いわき市   | 国宝       |      |
| 高蔵寺阿弥陀堂                   | 1177年（治承元年）       | 宮城県角田市     | 重要文化財 |      |
| 浄土寺浄土堂                     | 1194年（建久5年）        | 兵庫県小野市     | 国宝       |      |
| 往生極楽院阿弥陀堂（三千院本堂） | 12世紀                   | 京都市左京区     | 重要文化財 |      |
| 富貴寺大堂                       | 12世紀                   | 大分県豊後高田市 | 国宝       |      |
| 明導寺（城泉寺）阿弥陀堂         | 1229年（寛喜元年）       | 熊本県湯前町     | 重要文化財 |      |
| 法界寺阿弥陀堂                   | 13世紀                   | 京都市伏見区     | 国宝       |      |
| 如意寺阿弥陀堂                   | 鎌倉時代前期             | 兵庫県神戸市     | 重要文化財 |      |
| 福徳寺阿弥陀堂                   | 鎌倉時代後期             | 埼玉県飯能市     | 重要文化財 |      |
| 浄土寺阿弥陀堂                   | 1345年（貞和元年）       | 広島県尾道市     | 重要文化財 |      |
| 青蓮寺阿弥陀堂                   | 1443年（寛喜元年）       | 熊本県多良木町   | 重要文化財 |      |
| 新長谷寺阿弥陀堂                 | 1460年（長禄４年）       | 岐阜県関市       | 重要文化財 |      |
| 西願寺阿弥陀堂                   | 1495年（明応4年）        | 千葉県市原市     | 重要文化財 |      |
| 雨錫寺阿弥陀堂                   | 1495年（明応4年）        | 和歌山県有田川町 | 重要文化財 |      |
| 芦浦観音寺阿弥陀堂               | 室町時代前期             | 滋賀県草津市     | 重要文化財 |      |
| 西光寺阿弥陀堂                   | 16世紀前期               | 長野県上田市     |            |      |
| 大山寺阿弥陀堂                   | 1552年（天文21年）       | 鳥取県大山町     | 重要文化財 |      |
| 魚沼神社阿弥陀堂                 | 1563年（永禄6年）        | 新潟県小千谷市   | 重要文化財 |      |
| 塩船観音寺阿弥陀堂               | 室町時代後期             | 東京都青梅市     | 重要文化財 |      |
| 西光寺阿弥陀堂(田口阿弥陀堂)     | 室町時代後期             | 福島県古殿町     |            |      |
| 八勝寺阿弥陀堂                   | 室町時代後期             | 熊本県湯前町     | 重要文化財 |      |
| 西福寺阿弥陀堂                   | 1593年（文禄2年）        | 福井県敦賀市     | 重要文化財 |      |
| 八葉寺阿弥陀堂                   | 1593-1596年 （文禄年間） | 福島県会津若松市 | 重要文化財 |      |
| 清水寺阿弥陀堂                   | 1631-33年（寛永8-10年）  | 京都市東山区     | 重要文化財 |      |
| 万福寺阿弥陀堂                   | 1687年（貞享４年）       | 茨城県行方市     | 重要文化財 |      |

- 埼玉県さいたま市浦和区神明2丁目7（〒330-0065） 阿彌陀堂 (さいたま市浦和区)[2]
- さいたま市北区土呂町（〒331-0804） 浄職院土呂阿弥陀堂[3][4]